# كريس لي (سياسي أمريكي)
كريس لي (بالإنجليزية: Chris Lee)‏ هو سياسي أمريكي، ولد في 28 يناير 1981 في هونولولو في الولايات المتحدة. حزبياً، نشط في الحزب الديمقراطي. وقد انتخب عضو مجلس النواب في هاواي.